# Kargasok
Kargasok (in russo Каргасок?) è un villaggio della Russia asiatica nell'oblast' di Tomsk; è il centro amministrativo del rajon Kargasokskij.
Si trova sulla riva sinistra del fiume Ob', 460 km a nord-ovest di Tomsk.